# Manuherikia (rivière)
La rivière Manuherikia (anglais : Manuherikia River) est située dans la région d’Otago dans le sud de l’Île du Sud de la Nouvelle-Zélande.

## Géographie
Elle prend naissance dans l’extrémité nord de la plaine de Manuherikia (en), avec une branche ouest qui draine les flancs sst de la chaîne de "St Bathans", et une branche est qui draine les flancs ouest de la chaîne de "Hawkdun". La  rivière continue vers le sud-ouest à travers la large vallée de la rivière Manuherikia jusqu’à sa confluence avec le fleuve Clutha, à proximité de la ville d’Alexandra.

## Histoire
Durant les années 1860, la plaine de la rivière Manuherikia fut l’un des principaux centres de la ruée vers l'or du centre d'Otago.

## Accès
La rivière est traversée par  deux ponts de chemin de fer historiques, le pont dit  Manuherikia Bridge No.1 , un pont incurvé (numéro 70 sur la ligne Otago Central Railway (en)) qui est un pont en pierre et béton terminé en 1903, et un autre pont de pierre situé à Ophir, construit en 1880.